# Tauleta de nit

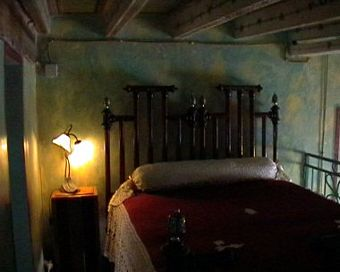
Una tauleta de nit al costat d'un llit a Tàrent, al sud d'Itàlia.

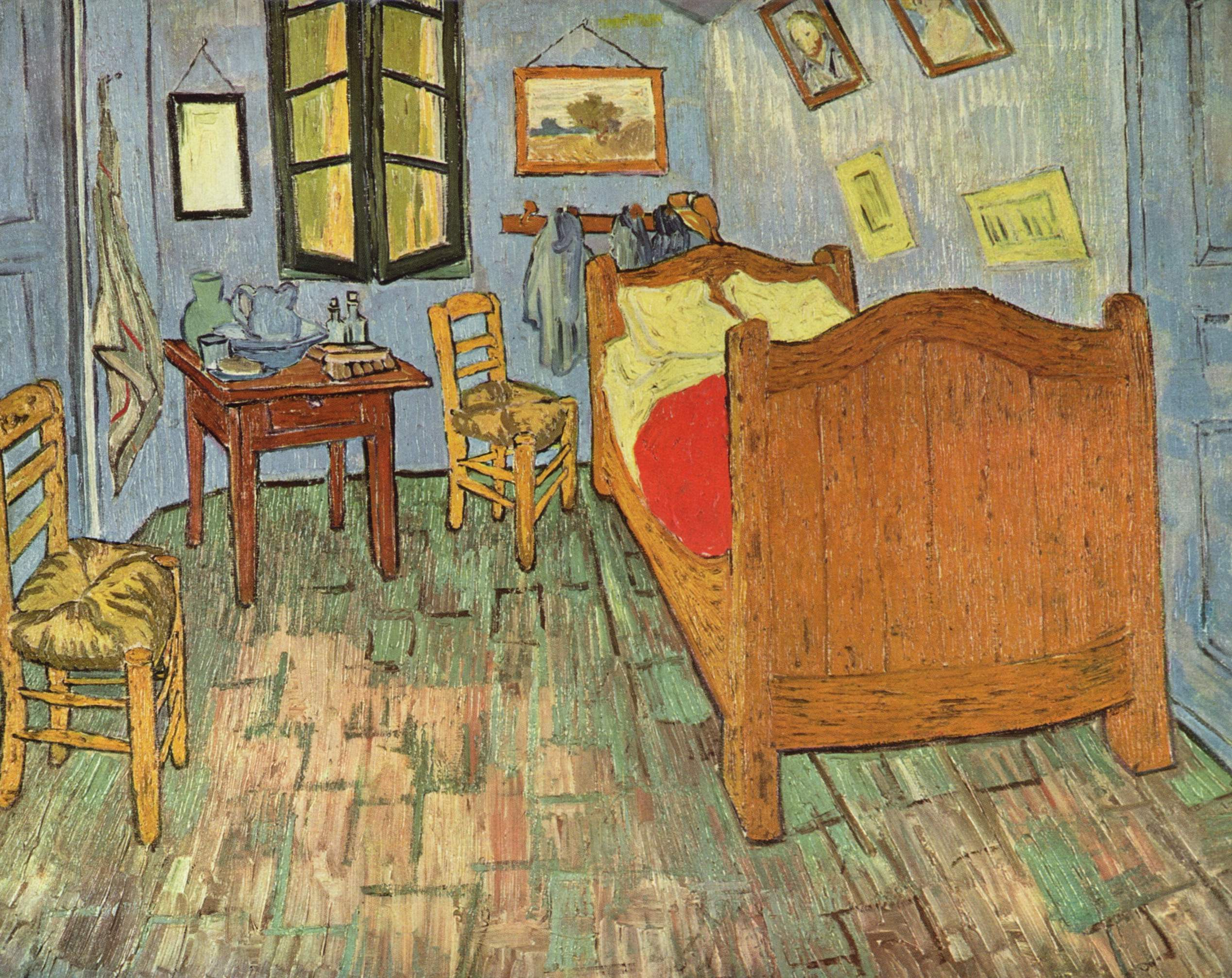
Pintura de Van Gogh amb un llit i una tauleta de nit.

Una tauleta de nit o comodí és un moble petit, generalment amb algun calaix i, de vegades, amb una porta a la manera d'un armariet que es col·loca al costat de la capçalera del llit per a deixar-hi coses que hom pot haver de menester quan està ajagut, durant la nit o en llevar-se. Generalment porta làmpada.